# 哀愁のサーキット
『哀愁のサーキット』（あいしゅうのサーキット）は、1972年12月27日公開の日本映画。上映時間69分。日活が製作・配給した。村川透の3作目の監督作品、かつ、村川の日活ロマンポルノ時代の最後の作品でもある。準備稿でのタイトルは「サーキットの恋」という仮題だった。

## 概要
内容は1969年に実際にあったカーレーサーの福澤幸雄と歌謡曲歌手の小川知子の逸話を参考にしている。木山圭が劇中で歌う曲は全て石川セリによる曲である。木山佳の演技も良く、撮影姫田真佐久、音楽樋口康雄を迎え、村川透監督がアメリカン・ニュー・シネマ的な映画的冒険に挑んだ良質な作品である。木山佳は、69年に石井輝雄監督作品などに何本か出演経験があるが、主演クラスの重要な役柄は初めてだった。長くソフト化が実現しなかったが、2019年にDVD化が実現した。
監督の村川によると、正月映画のため女性向けということでやわらかく撮った作品ということだが、実は主演の峰岸徹と木山圭を自分の家に泊めて恋愛関係にさせ、公然と謳ってはいないものの1976年の『愛のコリーダ』に先駆けて、カメラの前で実際にセックスをしたハードコアポルノ作品であるという。なお後の岡本麗が、別名でヌードモデルとして出演している。

## キャスト
- 滝田和郎：峰岸徹（峰岸隆之介 名義）
- 榊ナオミ：木山佳
- 洋子：槇摩耶
- モデルA：青山美代子
- ダンサー：殿岡ハツエ
- 歌手：石川セリ（本人役）
- モデルB：戸塚あけみ
- アベックの女：小森道子
- アベックの男：影山英俊
- 早川マキ
- 中野由美
- 美里かおり
- 劇団の女：絵沢萠子
- オートバイの男：粟津號
- 下馬二五七（寺山修司の劇団出身）
- 哲也：日高晤郎
- 劇団の男：江角英明
- 木島一郎
- 志賀正文
- 中平哲仟

## スタッフ
- 監督：村川透
- 脚本：村川透、古屋和彦
- 企画：三浦朗
- 撮影：姫田真佐久
- 美術：菊川芳江
- 録音：福島信雄
- 照明：川島晴雄
- 編集：井上親弥
- 助監督：中川好久
- 色彩計測：田村輝行
- 協力：プロショップ日豊
- 製作担当者：大鷲勝道
- 現像：東洋現像所
- 音楽：樋口康雄
- 使用作品：キャニオンレコード
- スチール：浅石靖

## 主題歌
- 海は女の涙
  - 作詞：村川透
  - 作曲、編曲：樋口康雄
  - 歌：石川セリ

## 挿入歌
- GOOD MUSIC 
  - 作詞：野村洋子
  - 作曲、編曲：樋口康雄
  - 歌：石川セリ

- 野の花は野の花
  - 作詞：伊藤アキラ
  - 作曲、編曲：樋口康雄
  - 歌：石川セリ

- 鳥が逃げたわ
  - 作詞：伊藤アキラ
  - 作曲、編曲：樋口康雄
  - 歌：石川セリ

- 天使は朝日に笛を吹く
  - 作詞：伊藤アキラ
  - 作曲、編曲：樋口康雄
  - 歌：石川セリ